# Praszka (gmina)
Praszka (do 1870 gmina Strojec) – gmina miejsko-wiejska w województwie opolskim, w powiecie oleskim. W latach 1975–1998 gmina położona była w województwie częstochowskim.
Tereny leżące w obrębie obecnej gminy Praszka w przeszłości były częścią ziemi wieluńskiej, a później do roku 1975 przynależały do powiatu wieluńskiego w województwie łódzkim.
Siedzibą gminy jest Praszka.
31 grudnia 2006 gminę zamieszkiwało 13 801 osób. Natomiast 31 grudnia 2017 gminę zamieszkiwało 13 596 osób.

## Struktura powierzchni
Według danych z roku 2002 gmina Praszka ma obszar 102,8 km², w tym:
- użytki rolne: 66%
- użytki leśne: 26%

Gmina stanowi 10,56% powierzchni powiatu.

## Demografia

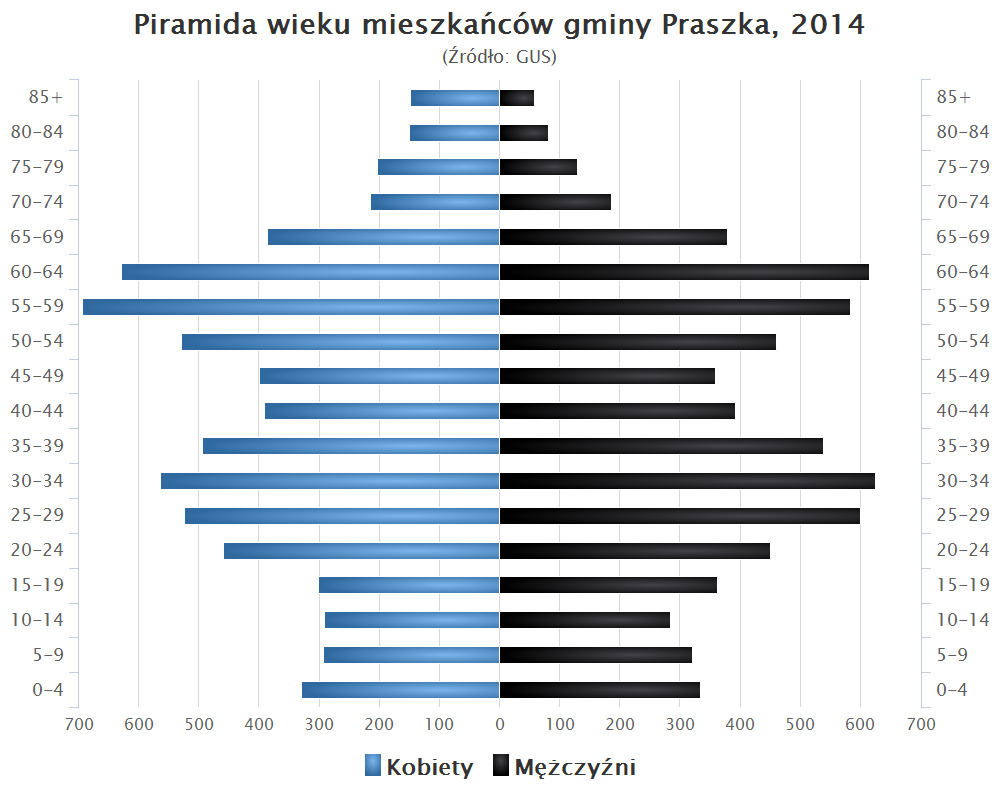
Piramida wieku mieszkańców gminy Praszka

Dane z 31 grudnia 2022:
| Opis      | Ogółem | Ogółem | Kobiety | Kobiety | Mężczyźni | Mężczyźni |
| --------- | ------ | ------ | ------- | ------- | --------- | --------- |
| Jednostka | osób   | %      | osób    | %       | osób      | %         |
| Populacja | 12 960 | 100    | 6642    | 51,25   | 6318      | 48,75     |

## Sołectwa
Aleksandrów, Brzeziny, Gana, Kowale, Kuźniczka, Lachowskie, Prosna, Przedmość, Rosochy, Rozterk, Skotnica, Sołtysy, Strojec, Szyszków, Wierzbie, Wygiełdów.

## Pozostałe miejscowości
Grabówka, Kik, Kozieł, Marki, Stanisławów, Tokary, Wygiełdów (osada leśna).

## Sąsiednie gminy
Gorzów Śląski, Mokrsko, Pątnów, Radłów, Rudniki, Skomlin